# Università degli Studi dell'Insubria
L’Università degli Studi dell’Insubria è un’università statale, di medie dimensioni, la cui data di nascita risale al 14 luglio 1998 presso tre sedi: la sede di Varese, la sede di Como e la sede di Busto Arsizio. L’offerta formativa dell’ateneo è estesa a diversi ambiti di ricerca e distribuita in otto dipartimenti: scientifico-tecnologica, giuridico-economica, sanitaria, sportiva, scienze umane e sociali.

## La storia dell’Università degli Studi dell’Insubria

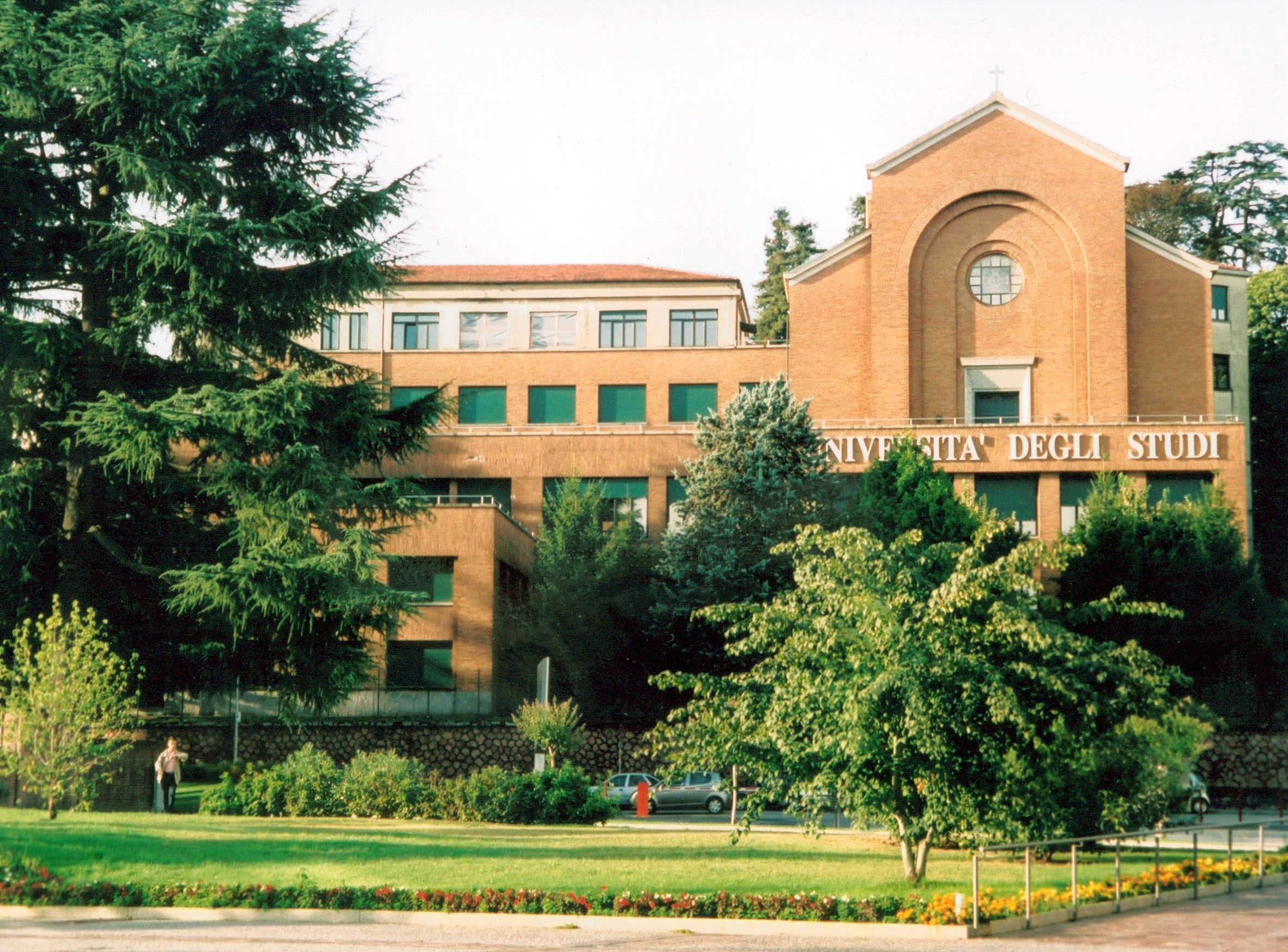
Via Ravasi, Varese.

La storia dell’Università degli Studi dell’Insubria inizia qualche anno prima della sua costituzione ufficiale: il 15 gennaio del 1973 debuttano a Varese corsi equiparati del secondo triennio della facoltà di Medicina e Chirurgia, nati dall’Università di Pavia.
Qualche anno dopo, nel 1987, viene proposto un’analisi di fattibilità della proposta di costituzione di un polo universitario nell’area della Lombardia Settentrionale, promosso dalle camere di commercio di Como, Sondrio e Varese. Nel 1988, i Magnifici Rettori delle università lombarde si pronunciano positivamente rispetto a due nuovi insediamenti universitari, a Varese e Como, che sorgano per una gemmazione dagli atenei di Milano e Pavia.
Tra il 1986 e il 1994, dunque, germinano ufficialmente: le Facoltà di Medicina, di Economia e commercio e Scienze biologiche, a Varese; le facoltà di Fisica, Chimica e Giurisprudenza e Informatica gestionale, a Como. Nel 1997, rispettando i parametri di valutazione del sistema universitario, viene esaminata la possibilità di istituire “un’università bipolare”, e la Provincia di Varese risolve di porre a disposizione l’ex collegio Sant’Ambrogio, nel cuore della città, affinché diventi la sede del rettorato, e alcuni spazi fra l’Ospedale di Circolo e Bizzozero per creare la roccaforte degli studi, attualmente valorizzata dalla creazione di un campus universitario.
Il decreto per l’istituzione dell’Università degli Studi dell’Insubria viene emanato il 14 febbraio 1998 dal Ministero dell’università e della ricerca scientifica e tecnologica, pubblicato nella Gazzetta Ufficiale il 30 luglio 1998, per le sedi di Como e Varese, con una consonanza di programma sottoscritto dal ministro Luigi Berlinguer con l’Università degli Studi di Milano e di Pavia, con Regione Lombardia, le Province, i Comuni e le Camere di Commercio di Como e Varese. La prima celebrazione dell’anno accademico avviene il 23 novembre 1998 a Villa Ponti, a Varese, alla presenza dei Magnifici Rettori di Milano e di Pavia, nonché del sottosegretario Guerzoni. La nuova università costituitasi principia con ottomila studenti, quarantacinque professori ordinari, settantuno professori associati, sessantacinque ricercatori, quattordici corsi di laurea e ventiquattro scuole di specializzazione.
Vi sono stati molti ospiti illustri accolti all’Insubria, tra cui due presidenti della Repubblica: Sergio Mattarella è stato in visita all’ateneo il 15 novembre 2022 per l’inaugurazione del venticinquesimo anno accademico, mentre Giorgio Napolitano è stato accolto il 21 marzo 2011 per le celebrazioni del 150° dell’Unità d’Italia. Il Premio Nobel Dario Fo, ha onorato l’università il 17 giugno 2015, quando con commozione ed emozione ha ricordato la sua compagna, Franca Rame, che aveva frequentato in gioventù il Collegio di Sant’Ambrogio. Il 19 maggio 2022 l’Insubria ha celebrato i suoi venticinque anni di vita al Teatro di Varese, con lo spettacolo Pierino, Elio e il lupo, col protagonista Elio di Elio e le Storie Tese.

## Un ateneo di medie dimensioni

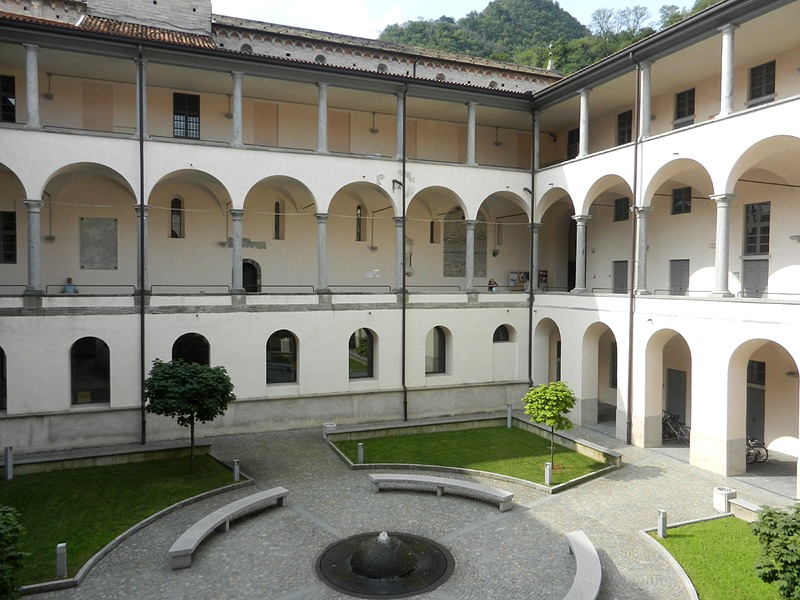
Chiostro della Basilica di S. Abbondio.

Vi sono 24 corsi di laurea triennale, 3 corsi di laurea magistrale a ciclo unico, 16 corsi di laurea magistrale e, di quest’ultimi, 8 consentono l’ottenimento del doppio titolo. Oltre ai corsi di laurea vi sono 8 corsi di dottorato di ricerca, 20 scuole di specializzazione in area medica e odontoiatrica e master proposti ogni anno. Sin dalla costituzione dell’Università degli Studi dell’Insubria sono state proclamate e proclamati 37.147 dottoresse e dottori.
Gli studenti iscritti, all’anno accademico 2024 sono 11.969, con la preponderanza della provenienza Varesina, il 45,6%, cui segue la popolazione studentesca comasca, il 22,4%, e quella rimanente, del 31,9%, proveniente dal resto d’Italia e dall’estero. Sono 766 gli studenti con cittadinanza estera, di cui 117 comunitari e 649 non comunitari. Sono impiegate presso l’ateneo 832 persone, di cui 121 professori ordinari, 206 associati, 127 ricercatori, 378 fra tecnici e amministrativi e 4 dirigenti.
Preponderante la rilevanza, per l’Università degli Studi dell’Insubria, del programma Erasmus, che incoraggia e sostiene la mobilità con sostegni economici tra i più alti nella penisola italiana. Nel corso dell’anno accademico 2024 l'ateneo ha ospitato 190 studenti provenienti dall’estero, e ha visto aderire 298 studenti ai bandi Erasmus+ Studio, Traineeship e Double Degree.

## Il sigillo dell’Università degli Studi dell’Insubria

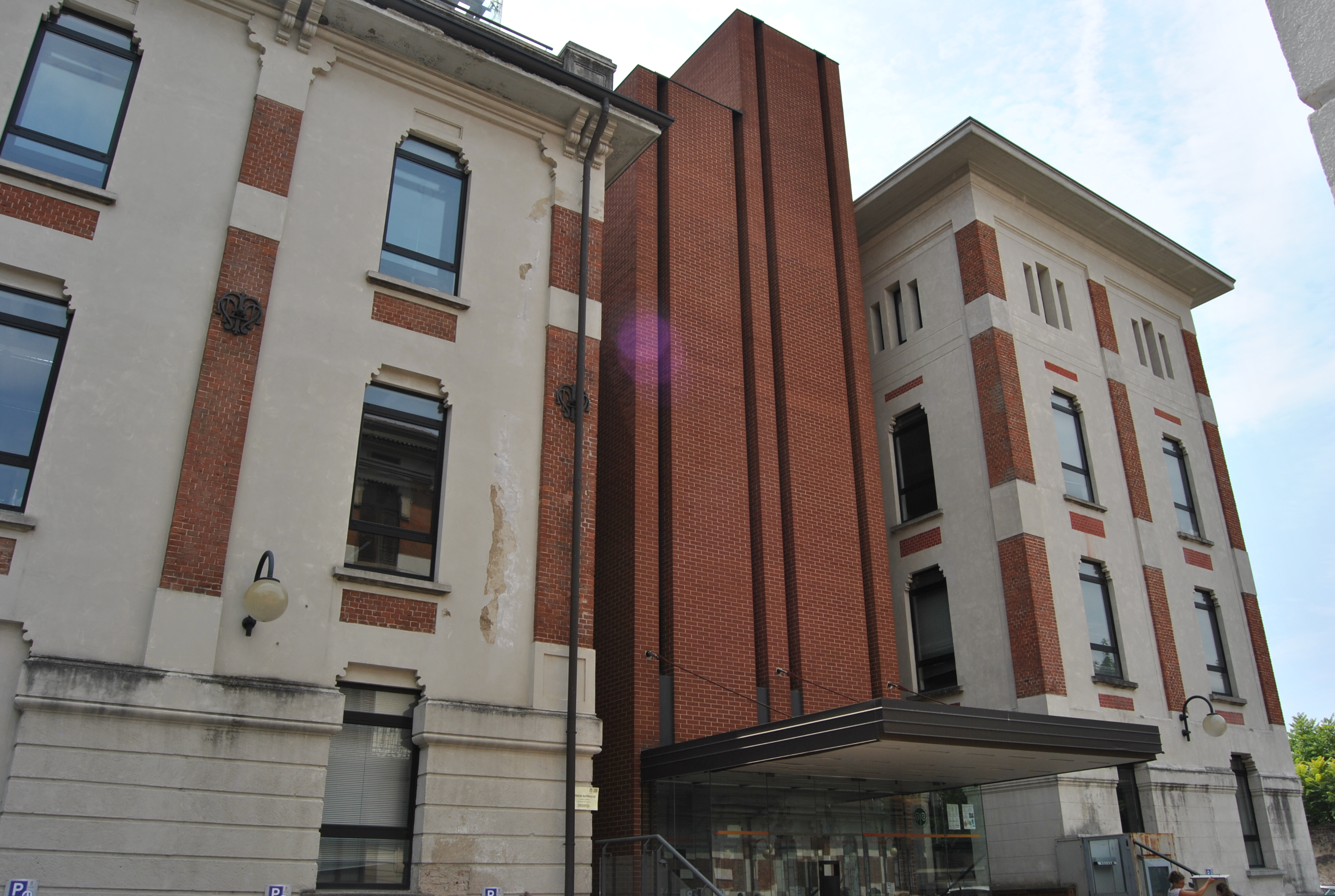
La sede di Busto Arsizio.

Il sigillo dell’ateneo è stato realizzato da Paul Scharff, e rappresenta due corsi d’acqua confluenti stilizzati, dai quali si genera un fiume centrale, che spacca e congiunge le due aree, fertilizzando il territorio circostante. I colori scelti per il sigillo sono il verde e il bianco, per riconvocare la fitta vegetazione del territorio insubre.
La visione desume da due ritrovamenti archeologici, con motivo meandro-spirale: una pintadera, un timbro adoperato a scopo rituale, originario dell’Isolino Virginia sul lago di Varese, e una presa con volto umano ritrovata a Montano Lucino, in provincia di Como.

## La prima Magnifica Rettrice dell’Università degli Studi dell’Insubria
La prima Magnifica Rettrice dell’Università degli Studi dell’Insubria è Maria Pierro, 60 anni, una giurista. Maria Pierro, dal 2018, è stata direttrice del Dipartimento di Economia, un Dipartimento che ha ottenuto la qualifica ministeriale di Dipartimento di Eccellenza, per quanto concerne il quinquennio 2023/2027. 
Inoltre, è stata componente del Senato accademico e delegata del Rettore Angelo Tagliabue, il suo predecessore, per le attività legate alle Relazioni sindacali e per la contrattazione collettiva integrativa del personale tecnico e amministrativo. Si è laureata con lode in Giurisprudenza a Pavia, ha svolto un Dottorato di Ricerca in Diritto tributario, ed è di ruolo all’Insubria dal 2002: dal 2017 è divenuta professoressa ordinaria. 
Maria Pierro è inoltre Avvocatessa dal 1995 e dal 2005 è iscritta nella sezione speciale dell’Ordine degli Avvocati di Como. Dal 2020 è giudice tributario alla Corte di Giustizia tributaria di primo grado di Torino. Ha scritto due monografie e prodotto numerose pubblicazioni scientifiche, è codirettrice di due riviste scientifiche e direttrice della collana di Diritto tributario contemporaneo di Giuffré. 

## Magnifici Rettori
Renzo Dionigi, è stato Magnifico Rettore dal 1998 al 2012. È medico chirurgo e storico, professore emerito di chirurgia generale dal 2013, la cui attività di ricerca è stata incentrata sull’immunobiologia chirurgica.
Alberto Coen Porisini, è stato Magnifico Rettore dal 2012 al 2018. È ingegnere elettronico dell’informazione e dei sistemi.
Angelo Tagliabue, è stato Magnifico Rettore dal 2018 al 2024. È medico chirurgo, specializzato in malattie odontostomatologiche.

## Le inaugurazioni dell’anno accademico

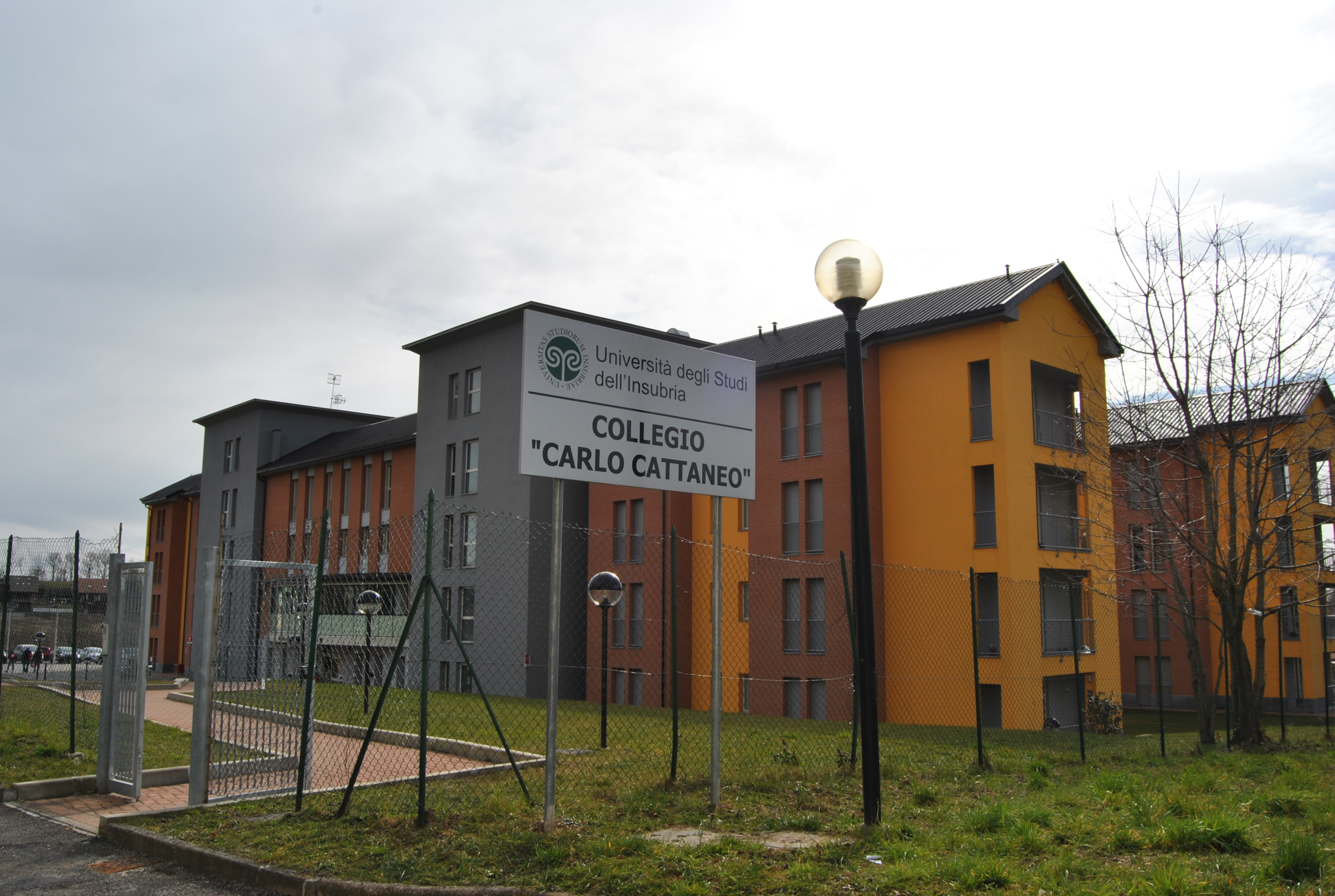
Collegio Cattaneo, Varese.

Una delle più importanti occasioni di confronto tra docenti, studenti, personale tecnico-amministrativo e territorio è la giornata di inaugurazione dell’anno accademico, durante la quale vengono conferite le lauree honoris causa e l’onorificenza della Rosa Commacina, il massimo riconoscimento dell’ateneo ispirata a un fregio marmoreo della cattedrale di Como.
Alla cerimonia del venticinquesimo anno accademico dell’ateneo, il 15 novembre 2022, l’Università ha accolto il Presidente della Repubblica Sergio Mattarella, la ministra dell’Università e della ricerca Annamaria Bernini e il governatore di Regione Lombardia Attilio Fontana.
Inoltre, tra i ministri dell’università e dell’istruzione che hanno partecipato alle inaugurazioni dell’anno accademico, vi sono stati il senatore Ortensio Zecchino, nel 2001, e Letizia Moratti, nel 2002 e nel 2004.
Le lauree honoris causa conferite:
- Uto Ughi, 12 marzo 2002, Varese
- Laurea Honoris Causa in Scienze della Comunicazione
- Mario Monti, 29 marzo 2004, Varese
- Laurea Honoris Causa in Giurisprudenza
- Walter Bonatti, 21 marzo 2005, Como
- Laurea Honoris Causa in Scienze Ambientali
- Joaquìn Navarro-Valls, 27 marzo 2006, Varese
- Laurea Honoris Causa in Scienze della Comunicazione
- Robert C. Gallo, 20 maggio 2006, Varese
- Laurea Honoris Causa in Medicina e Chirurgia
- Michele Parrinello, 26 marzo 2007, Como
- Laurea Honoris Causa in Chimica Industriale
- Niles Eldredge, 25 ottobre 2007, Varese
- Laurea Honoris Causa in Scienze Biologiche
- Alfredo Ambrosetti, 14 luglio 2008, Varese
- Laurea Honoris Causa in Economia e Commercio
- Cornelio Sommaruga, 15 luglio 2008, Como
- Laurea Honoris Causa in Giurisprudenza
- Evandro Agazzi, 21 settembre 2012, Varese
- Laurea Honoris Causa in Scienze e Tecniche della Comunicazione
- Gerardino (detto Gerardo) Severino,15 novembre 2019, Varese
- Laurea Honoris Causa in Scienze e Tecniche della Comunicazione

Le assegnazioni della Rosa Commacina:
- Giulio Lanzavecchia, docente d’ateneo, a Varese, il 18 gennaio 2000
- Monsignor Alessandro Maggiolini, Vescovo di Como, a Como, il 30 gennaio 2001
- Letizia Moratti, ministra dell’Istruzione dell’università e della ricerca, a Varese, il 12 marzo 2002
- Antonio Spallino, presidente del Centro di cultura scientifica «Alessandro Volta», a Como, il 24 marzo 2003
- Alfredo Ambrosetti, economista e fondatore di «The European House – Ambrosetti S.p.A.», a Varese, il 29 marzo 2004
- Carla Porta Musa, scrittrice, a Como, il 21 marzo 2005
- Giovanni Sala, presidente associazione «Amici dell’Università», a Varese, il 27 marzo 2006
- Jean Marc Droulers, amministratore delegato Villa d’Este, a Como, il 26 marzo 2007
- Giovanni Valcavi, fondatore «Fondazione Avvocato Giovanni Valcavi, a Varese, il 29 aprile 2008
- Giovanni Clerici, tennista, giornalista e scrittore, a Como, il 30 marzo 2009
- Ferruccio Zuccaro, componente associazione «Amici dell’Università», a Varese, il 22 marzo 2010
- Francesco Profumo, ministro dell’Istruzione dell’università e della ricerca, a Varese, il 18 ottobre 2012
- Giacomo Castiglioni, imprenditore e presidente di Univercomo, a Como, il 25 novembre 2013
- Nunzia Ronchi, presidente associazione Amici dell’Università, a Varese, il 24 novembre 2014
- Graziano Brenna, imprenditore e componente Consulta Ateneo-Territorio, a Como, il 20 febbraio 2017
- Marco Reggiori, membro esterno del Consiglio di amministrazione - sede di Varese, a Varese, il 19 febbraio 2018
- Angelomaria Palma, membro esterno del Consiglio di amministrazione per la sede di Como, a Varese, il 19 febbraio 2018
- Marco Ascoli, presidente della Fondazione Giacomo Ascoli, a Varese, il 15 novembre 2019
- Sonia Bianchi, presidente del Banco di Solidarietà di Como, a Como, il 15 dicembre 2023
- Enrico Fossati, presidente della Piccola Casa Federico Ozanam, a Como, il 15 dicembre 2023

## Le sedi dell’ateneo
L’Università degli Studi dell’Insubria è radicata in un territorio che abbraccia due province, Varese e Como, e le attività amministrative, didattiche e di ricerca si svolgono nelle sedi di Varese, Como e Busto Arsizio. Il polo di Varese è diviso tra il rettorato, sito in Via Ravasi 2, e il campus di Bizzozero, ad est del centro città.
Il campus universitario è composto da più padiglioni didattici: Antonini, Bassani, CRT, Morselli e Seppilli; il collegio universitario Carlo Cattaneo; Villa Toeplitz; il PalaInsubria, che ospita il Centro sportivo universitario; le sedi di via Dunant e Monte Generoso; una struttura adibita a servizio di ristorazione, una libreria universitaria e diversi laboratori di ricerca.
Il polo di Como è costituito dal campus scientifico-tecnologico, con l’edificio di Via Castelnuovo, il Cubo e la Torre di Via Valleggio; il campus umanistico che comprende il Chiostro di Sant’Abbondio e l’edificio di Via Oriani.
A Busto Arsizio vi sono aule e laboratori scientifici nel polo didattico di Via Molini Marzoli e Villa Manara.
Il principale ospedale universitario è l’Ospedale di Circolo e Fondazione Macchi di Varese, laddove il principale ospedale universitario di Como è l’azienda ospedaliera Sant’Anna.
L’università ha al suo interno quattro biblioteche, due collegi e due impianti sportivi.
I posti letto gestiti dall’ateneo sono: 65 a Varese, presso il City Hotel, e 96 al Collegio Cattaneo; 32 a Como, presso il Santa Teresa.

## I Dipartimenti
I Dipartimenti dell’Università degli Studi dell’Insubria sono 8:
- Dipartimento di Biotecnologie e scienze della vita – DBSV
- Dipartimento di Diritto economia e culture – DIDEC
- Dipartimento di Economia – DIECO
- Dipartimento di Medicina e chirurgia – DMC
- Dipartimento di Medicina e innovazione tecnologica – DIMIT
- Dipartimento di Scienza e alta tecnologia – DISAT
- Dipartimento di Scienze teoriche e applicate – DISTA
- Dipartimento di Scienze umane e dell’innovazione per il territorio – DISUIT

## La Scuola di Medicina
La scuola di medicina è un organo interdipartimentale, per il coordinamento nella gestione della didattica dei corsi di studio dell’area medica, con la finalità di assicurare il coordinamento nella gestione della didattica di tutti i corsi di studio dell’area medica. La Scuola è istituita con il concorso dei dipartimenti referenti principali e associati per tali corsi di studio.
La Scuola assicura il coordinamento didattico ed organizzativo delle attività dei corsi di studio che ad essa fanno capo, nel rispetto del regolamento generale e didattico di Ateneo, nonché delle competenze e indicazioni espresse dai Consigli di dipartimento. A tal fine il Consiglio della Scuola: coordina e approva l’offerta didattica dei corsi di studio gestiti dalla Scuola, le attività didattiche e i programmi degli insegnamenti; propone ai Consigli di dipartimento l’attivazione o soppressione di corsi di studio e di insegnamenti; esprime proposte e pareri ai Consigli di dipartimento in merito alla formulazione e alle modifiche del regolamento di dipartimento, alla programmazione ed alla destinazione delle risorse didattiche disponibili, all’affidamento di compiti didattici, alla richiesta ed alla destinazione di nuovi posti di ruolo; delibera sul riconoscimento di crediti formativi universitari nel rispetto dei criteri stabiliti.
Inoltre, la Scuola, in considerazione delle esigenze di organica integrazione tra la sfera didattica e quella assistenziale: assicura la continuità e l’unitarietà dei processi formativi dei corsi di studio dell’area medicochirurgica con l’attività assistenziale e di ricerca; garantisce la formazione specifica delle figure professionali dell’area medica e della formazione post-laurea, in sintonia con le Scuole di Specializzazione;  garantisce l’inscindibilità delle funzioni assistenziali da quelle di insegnamento e di ricerca, secondo le modalità e nei limiti concertati tra MIUR, Servizio Sanitario Nazionale e Regionale; esamina, valuta ed esprime pareri sugli accordi di programma, i protocolli e le convenzioni con gli Enti sanitari e la Regione, nella prospettiva di assicurare la più completa formazione degli studenti e la garanzia di adeguato riconoscimento di spazi e ruoli ai docenti impegnati nell’attività assistenziale.

## Il benessere dello studente
L’Università degli Studi dell’Insubria promuove il benessere dello studente attraverso l’ufficio Orientamento, i Servizi integrati per gli studenti e le Segreterie studenti, a disposizione per accogliere, ascoltare, consigliare e aiutare le future matricole attraverso colloqui informativi.
Sono attivi i programmi per gli studenti con disabilità e disturbi specifici dell’apprendimento, lo sportello di supporto psicologico, e i tutor informativi per aiutare i futuri studenti a muovere i primi passi in università. È stato avviato il Progetto Welcome lab, un laboratorio dedicato all’integrazione dei giovani nel contesto universitario e alla promozione del successo formativo.
Dal lato del sostegno economico, l’ateneo offre l’erogazione di borse di studio con fondi regionali, il servizio di ristorazione e alloggi a tariffe agevolate, la borsa di studio a tutti gli studenti che ne hanno diritto con integrazione diretta dei fondi dell’Insubria.
L’Università dell’Insubria incoraggia la partecipazione ai corsi universitari di atleti impegnati nella preparazione tecnico-agonistica di alto livello e sorregge la partecipazione ad attività sportive agonistiche da parte dei suoi studenti.

## I corsi di laurea triennali e magistrali dell’Università degli Studi dell’Insubria
I corsi di laurea triennale sono:
- Economia e management dell’innovazione e della sostenibilità
- Economia e management dell’innovazione e della sostenibilità “Digitale integrato”
- Biotecnologie
- Scienze biologiche
- Scienze dell’ambiente e della natura
- Informatica
- Ingegneria per la sicurezza del lavoro e dell’ambiente
- Scienze motorie
- Scienze della comunicazione
- Storia e storie del mondo contemporaneo
- Infermieristica
- Ostetricia
- Educazione professionale
- Fisioterapia
- Igiene dentale
- Tecniche di fisiopatologia cardiocircolatoria e perfusione cardiovascolare
- Tecniche di laboratorio biomedico
- Tecniche di radiologia medica, per immagini e radioterapia
- Chimica e chimica industriale
- Fisica
- Matematica
- Scienze della mediazione interlinguistica e interculturale
- Scienze del turismo
- Tecniche della prevenzione nell’ambiente e nei luoghi di lavoro

I corsi di laurea magistrale a ciclo unico sono:
- Medicina e chirurgia
- Odontoiatria e protesi dentaria
- Giurisprudenza

I corsi di laurea magistrale sono:
- Hospitality for sustenaible tourism development
- Lingue moderne per la comunicazione e cooperazione internazionale
- Scienze e tecniche della comunicazione
- Economia, diritto e finanza d’impresa
- Global entrepreneurship economics and management
- Biologia e sostenibilità
- Biomedical sciences
- Biotechnology for the Bio-based and Health Industry
- Chimica
- Fisica
- Informatica
- Linguaggi e competenze per la formazione
- Lingue moderne per la comunicazione e la cooperazione internazionale
- Ingegneria ambientale e per la sostenibilità degli ambienti di lavoro
- Matematica
- Scienze ambientali
- Scienze delle attività motorie preventive ed adattive